# Devínska lesostep
Devínská lesostep (slovensky Devínska lesostep je přírodní památka v bratislavském katastrálním území Devín v okrese Bratislava IV v Bratislavském kraji. Území bylo vyhlášeno v roce 1992 a jeho rozloha je 5,1 hektaru. Předmětem ochrany jsou společenstva ohrožených druhů rostlin na jihozápadním svahu Devínské Kobyly. Ke kriticky ohroženým druhům rostlin na lokalitě patří hořinka rakouská (Conringia austriaca).